# 小竹正人
小竹 正人（おだけ まさと、3月10日 - ）は、日本の作詞家。新潟県出身。LDH所属。

## 人物
- 東京・本郷高校、カリフォルニア州立大学卒業[1]。
- 「花空木」名義で作詞を提供している[3]。

## 提供作品

### 作詞
- EXILE：「Heavenly White」、「Bloom」、「PLACE」
- EXILE ATSUSHI：「Suddenly」
- EXILE TAKAHIRO：「一千一秒」、「三角のオーロラ 〜青い春〜」、「Canaria」
- 三代目J Soul Brothers from EXILE TRIBE：「LOVE SONG」、「DEEP INSIDE」、「スノードーム」、「最後のサクラ」、「花火」、「Powder Snow 〜永遠に終わらない冬〜」、「空に住む〜Living in your sky〜」、｢冬物語｣、「Wedding Bell ～素晴らしきかな人生～」、「Summer Dreams Come True」、「C.O.S.M.O.S. 〜秋桜〜」、「starting over」、「Unfair World」、｢HAPPY｣、「BRIGHT」、「恋と愛」、「蛍」、「東京」、「冬空」、「White Wings」
- GENERATIONS from EXILE TRIBE：「Rainy Room」、「涙」、「PIERROT」、「太陽も月も」、「Stupid〜真っ赤なブレスレット〜」、「また、アシタ」、「少年」、「何もかもがせつない」、「Star Traveling」、「HELLO! HALO!」、「昨日より赤く明日より青く」
- 数原龍友：「Nostalgie」、「笑うしかないトラジディー」
- 片寄涼太：「サクライロ」
- THE RAMPAGE from EXILE TRIBE : 「INVISIBLE LOVE」、「FEARS」、「片隅」
- FANTASTICS from EXILE TRIBE：「Flying Fish」、「Dear Destiny」、「Every Moment」、「ターミナル」、「Time Camera」、「Tarte Tatin」「Hey, darlin'」、「The Only One」、「FANTASTIC 9」、「High Fever」、「Summer Drops」、「サンタモニカ•ロリポップ」、「さよならレイニー・タウン」、「Tie and Tie」
- Jr.EXILE：「金色のバトン」
- THE JET BOY BANGERZ from EXILE TRIBE：「まさか泣くとは思わなかった」
- E-girls ：「サヨナラ」、「好きですか?」、「ただいま」、「Merry × Merry Xmas★」、「E.G. summer RIDER」、「カウガール・ラプソディ」、「機械仕掛けのBye! Bye!」、「出航さ!～Sail Out For Someone～」、「Pink Champagne」、「White Angel」、「HARAJUKU TIME BOMB」、「All Day Long Lady」、「CautioN」、「Go! Go! Let's Go!」、「ボン・ボヤージュ」、｢Love ☆ Queen｣、「Tomorrow will be a good day」、「北風と太陽」、「ひとひら」、「あいしてると言ってよかった」、「What I Want is」、「Pain, pain」、「DYNAMITE GIRL」、「Show Time」、「Just a little」、「Perfect World」、「シンデレラフィット」、「別世界」、「So many stars」、「Mr.Snowman」（花空木名義）、「自由の女神」（花空木名義）、「Anniversary!!」（花空木名義）
- Dream：「ブランケット・スノウ」、「HOLD ON」（日本語詞）
- Dream Ami：「ドレスを脱いだシンデレラ」、「マジックタイム」、「Can't Help Falling In Love ～愛さずにいられない～」（日本語詞）、「1mmのガールフレンド」、「エデンの園」、「Lovefool -好きだって言って-」（日本語詞）、「アマハル」
- Dream Aya：「キミに逢いたい」
- Dream Shizuka :「かなしみから始まる物語」
- Flower：「太陽と向日葵」、「白雪姫」、「熱帯魚の涙」、「Dolphin Beach」、「秋風のアンサー」、「Flower Garden」、「さよなら、アリス」、「花時計～Party's on!」、「青いトライアングル」、「Spring has come」、「七色キャンドル」、「時間旅行」、「Blue Sky Blue」、「Clover」、「瞳の奥の銀河」、「ラッキー7」、「Imagination」、「Virgin Snow～初心～」、「紫陽花カレイドスコープ」、「他の誰かより悲しい恋をしただけ」、「人魚姫」、「モノクロ」、「カラフル」、｢MOON JELLYFISH｣、｢とても深いグリーン｣、｢たいようの哀悼歌｣、「Stranger」、「紅のドレス」、「そこらへんによくある話」、「My Joe」、「まだ好きだから」
- 伶：「散る散る満ちる」
- Happiness：「Autumn Autumn」、「Bright Blue ～私の瑠璃色～」
- Dream & E-girls：「Boom Boom Christmas」
- DANCE EARTH PARTY：「夜曲〜ノクターン〜」、「あの子のトランク」
- DEEP：「白いマフラー」、「夜風」、「Chocolate」、「Baby Shine」
- DEEP SQUAD：「そんなことキミに言えない」
- JAY'ED & 鷲尾伶菜：「How about your love？」
- Love：「私はアナタにウソをつく」、「A Song of Love」
- 斎藤工：「サクライロ」
- 青柳翔：「泣いたロザリオ」、｢そんなんじゃない｣、「ナツノニオイ」、「Snow!」、「時計台のクリスマス」
- 今市隆二：「FOREVER YOUNG AT HEART」、「Church by the sea」
- 小泉今日子：「感傷」「Serenade」「drivin' nite；goin' on(Original Mix)」「Nobody can,but you」（以上4曲、作詞は小泉と共作）、「By the water」（補作詞）
- ShuuKaRen：「Tricky」
- 藤井フミヤ：「100年PARK」、「シルバー」、「SWEET GARDEN」、「Thrill up」、「君が僕を想う夜」、「ラブレストラン」、「コスモスの坂道」、「rADICAL☆R」「LOVE HOTEL IN LAKETOWN」（以上2曲：藤井との共作）
- 藤井尚之：「SETSUNAの部屋」、「平凡とパンチ」、「ウェイビームーン」
- 男闘呼組：「LOVE BLUE」「TEARS」「LEAVE ME ALONE」「SO LONG」（以上4曲：作詞は成田昭次と共作）、「天国の週末」、「HAPPY THOUGHTS」、「I LOVE YOU」、「THE FRONT」、「IN THE RAIN」、「An Easy Song」、「ONE DAY」
- 成田昭次：「永遠のひととき」、「KISSで抱きしめたい」、「INFERNO! 」、「WUDDAYACALLIT」、「BoRoBoLo」、「HOMETOWN BLUE」、「SUMMER シュプレヒコール」、「一日遅れのBaby Rose」、「SAYONARA」、「A PIECE OF JUWEL」、「天使とALBATROSS」、「STAY IN MY EYES」、「WHAT'S WHAT」、「エデンの園」、「BED ROOM」、「ZIG ZAG」、「GO AHEAD」、「ピリオド」、「X'mas Politician」、「ミスマッチ」、「HAVE A NICE TRIP」
- INORGANIC: 「DEEP EMOTION」、「シュビィドゥビィシュビィドゥワァ」、「愚鈍」、「変わり行く我が友よ!」
- MAX：「POWDER SHADOW」
- リュ・シウォン：アワ・レインボウ、「誓い－アイ・キャン・オーバーカム－」、「好きです、好きです」、「絆」、「Winter lovers」、「愛すべき者よ」 「愛をください!!」、「Our Rainbow」、「秋風の観覧車」、「ありがとう…」、「純粋(イノセント)」、「キミに捧げる「Yes!」」、「Christmas for you」、「Call my name!!」、「SOMEDAY～飛魚たち～」、「白い森」、「SWEET SUGAR」、「SNOW SANCTUARY」、「誰も知らないモノローグ」、「東京タワー」、「TOKYOのパズル」、「突然君が消えたって」、「虹色の夏花火」、「Honey Garden」、「微笑みになるまで」、「僕の名前を呼び捨てにしなかった君」、「Ride on summer」、「Let's get together! ～青いタイムマシーン～」、「湾岸BEAM」
- 中島美嘉：「conFusiOn」（作詞は中島美嘉と共作）、「FLOWER OF TIME」
- 中山美穂（作詞は中山美穂と共作）：「Angel」、「empty pocket」、「CHEERS FOR YOU」、「PRECIOUS LOVE」、「マーチカラー」、「GAME IS OVER」、「追憶-Reminiscence-」、「コワレタライム」、「♡smoke」、「It's More」
- 中山美穂（作詞はCINDY・中山美穂と共作）：「LOVE」
- 中山美穂（共作外）「Adore」「Thinking about you〜あなたの夜を包みたい〜」、「MISS YOU」、「AFTERNOON」、「イタイ」、「SWEET N' SOUR SOUP」、「抱きしめたい」、「BROWN SHOES」「True Romance」、「Sometimes」
- May J.：「ありがとう」
- 塩ノ谷早耶香：「Dear Heaven」
- 久保田利伸：「Moondust(poetry reading by Kyoko Koizumi)」（作詞は久保田利伸と共作）
- しまじろうのわお!：「ポンポンパレード」
- Crystal Kay：「Beautiful」
- Leola：「海風」
- LISA：「ラストラブ」
- 琉衣：「ライラック」、「Daydream」
- M-VOICE：「season」(アニメ映画「パーフェクトブルー」主題歌)
- iScream：「Maybe...YES」、「愛だけは・・・」
- KAZUKI（DOBERMAN INFINITY）：「あおいとり」

## 連載
- デイリー新潮「片寄涼太（GENERATIONS from EXILE TRIBE）×作詞家・小竹正人 往復書簡」（2020年7月 - 2021年4月）[4]
- GINGER「作詞家・小竹正人 泥の舟を漕いできました」（2022年4月号 - ）[5]

## プロデュース
- CINEMA FIGHTERS（2017年）
- ウタモノガタリ-CINEMA FIGHTERS project-（2018年）
- その瞬間、僕は泣きたくなった-CINEMA FIGHTERS project-(2019年)
- 昨日より赤く明日より青く-CINEMA FIGHTERS project-（2021年）

## 書籍
- あの日、あの曲、あの人は（2017年3月29日、幻冬舎）ISBN 978-4344425842
- 片寄涼太『グッバイ、ホワイト』（2018年8月7日、KADOKAWA） ISBN 978-4040695501
- ラウンドトリップ 往復書簡（2021年10月29日、新潮社）[6]ISBN 978-4103542711

### 小説
- 空に住む（2013年5月13日、講談社）ISBN 978-4062181761
- 三角のオーロラ（2014年7月18日、講談社）ISBN 978-4062190831

### 映画
- 空に住む〜Living in your sky〜（2020年）